# Mi tía y sus cosas
Mi tía y sus cosas es una obra de teatro de Rafael Mendizábal, estrenada en 1985.

## Argumento
La obra presenta la historia de Rafaela, viuda de un soldado de la División Azul, y Encarna, su sobrina, quienes sufren todo tipo de penurias, ya que solo cuentan con la pequeña pensión de la primera. Para superar esta situación, solo se les ocurre la idea de suicidarse ambas, enviando previamente a los medios una carta en donde explican el porqué de su decisión. El primer intento es fallido, ya que cuando Rafaela intenta tirarse por la ventana, se queda atascada en la misma. El segundo intento, abriendo la llave del gas, también es fallido, ya que esa misma mañana tras una revisión, el gas fue cortado. Es en ese instante, cuando descubren que les ha tocado la lotería, pero como todo no puede ser felicidad, Rafaela, recibe una llamada de Paco, el marido que creía muerto, y que regresa casado con una rusa, para pedir su parte del dinero.

## Estreno
- Teatro Figaro, Madrid, 14 de febrero de 1985.
  - Dirección: Víctor Andrés Catena.
  - Recaudación: 190.000 espectadores y más de 142 millones de pesetas.
  - Intérpretes: Rafaela Aparicio, Florinda Chico, Mercedes Aguirre, Manolo Cal, Rubén García, Celia Castro.